# Ugni molinae
Ugni molinae – gatunek roślin z rodziny mirtowatych. Występuje naturalnie w formacjach zaroślowych i na skrajach lasów w Ameryce Południowej, w środkowej i południowej części Chile i południowo-zachodniej Argentynie. Introdukowany rośnie na wyspach Juan Fernández, w Nowej Zelandii i w Wielkiej Brytanii. Na wyspach Juan Fernández jest problematycznym gatunkiem inwazyjnym wypierającym tamtejszego endemita z tego samego rodzaju – Ugni selkirkii. 
Gatunek znany też pod często używaną jeszcze nazwą naukową Myrtus ugni określany jest mianem „chilijskiej gujawy” (chilean guava), „truskawkowego mirtu” (strawberry myrtle) i „nowozelandzkiej (sic!) żurawiny” (NZ cranberry). Roślina jest uprawiana dla owoców, które używane są do wyrobu przetworów, zwłaszcza dżemów.
Gatunek jest typowym dla rodzaju Ugni.

## Morfologia

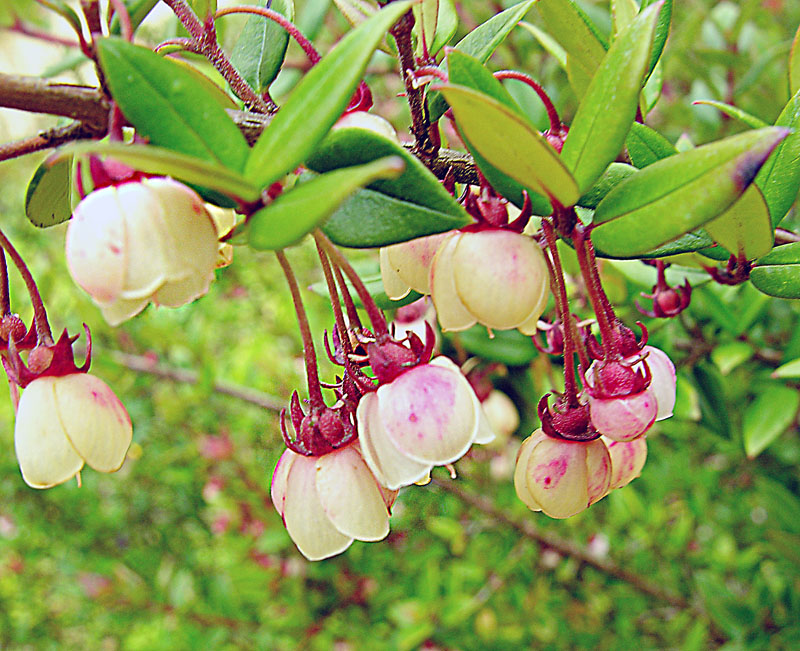
Kwiaty

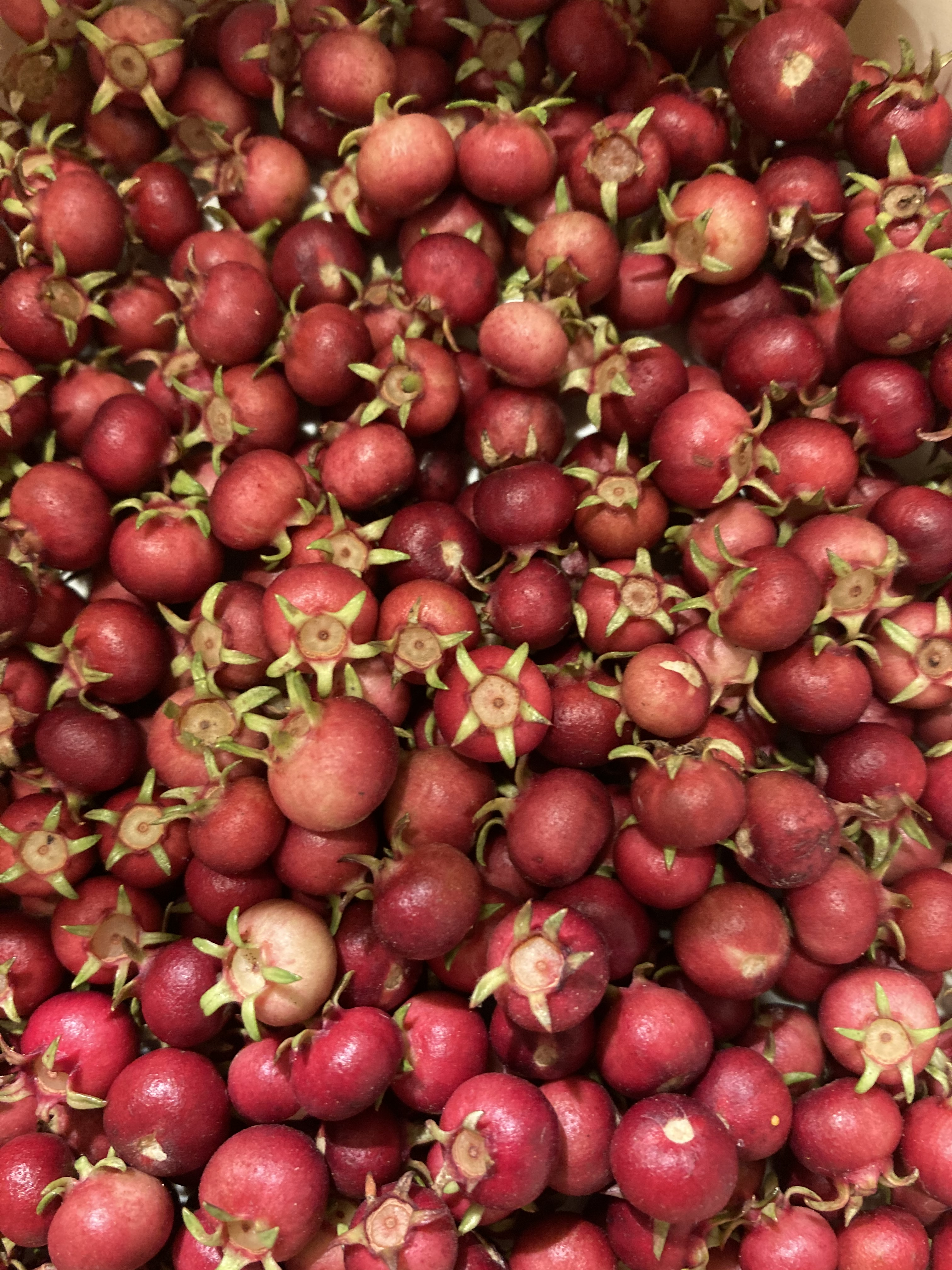
Owoce Ugni molinae

PokrójNiewielkie krzewy maksymalnie do 2 m wysokości, zwykle do 0,8 m, o pędach owłosionych.
LiścieNaprzeciwległe, pojedyncze. Blaszka skórzasta, eliptyczna do lancetowatej, zaostrzona, o długości 2–2,5 cm i szerokości ok. 1 cm długości.
KwiatyRozwijają się pojedynczo w kątach liści, zwisają w dół na szypułkach. Działki kielicha w liczbie pięciu u dołu zrośnięte w krótką rurkę, w góry długo rozcięte na równowąskie ząbki. Płatki w liczbie pięciu, tworzą dzwonkowatą koronę, są białoróżowe. Pręciki liczne, o krótkich nitkach – nie wystają poza okwiat. Dolna zalążnia tworzona jest z trzech owocolistków zwieńczona jest pojedynczą szyjką słupka.
OwoceKuliste, mięsiste, ciemnoczerwone jagody o średnicy ok. 6 mm, zawierające liczne nasiona.